# Брассар, Жиль
Жиль Брассар (англ. Gilles Brassard; 20 апреля 1955, Монреаль) — канадский физик-теоретик. Известен своими работами по квантовой телепортации, квантовой запутанности, а также квантовой криптографии, в частности созданием протокола BB84.
Член Королевского общества Канады (1996), Лондонского королевского общества (2013), иностранный член НАН США (2021).
Thomson Reuters Citation Laureate по физике (2012).

## Биография
Получил степени бакалавра и магистра в Монреальском университете в 1972 и 1975 годах соответственно. В 1979 году окончил аспирантуру по тематике компьютерных наук в Корнеллском университете, работая в сфере криптографии с Джоном Хопкрофтом в качестве научного руководителя.
После окончания аспирантуры, в 24 года, Жиль Брассар читал лекции в качестве ассистента профессора в Монреальском Университете. В 1983 году стал доцентом и, продолжая заниматься учебной деятельностью в родном университете, читал лекции в Калифорнийском Университете с 1984 по 1985 года, летом и осенью 1987 был приглашенным исследователем в Центре Математики и Информатики. Весной 1988 года был приглашенным исследователем в Исследовательской Лаборатор Philips в Брюсселе, а в мае того же года приглашенным профессором в Федеральной политехнической школе Лозанны. В 1994 году был заместителем директора отдела исследований в Высшей нормальной школе в Париже. В 1995 году выступал в качестве приглашенного профессора исследователя в Вуллонгонгском университете в Австралии. С июня 1988 года является профессором Монреальского Университета, на тот момент Жилю Брассару было 33 года, что сделало его самым молодым сотрудником Монреальского университета, который был удостоен профессорского звания. С 2001 года заведует кафедрой квантовой информатики. К данному моменту Жиль Брассар имеет 192 публикации. Был председателем и организатором многих конференций, число которых входят Crypto, QIP (Quantum Information Processing), AQIS(Asian Conference on Quantum Information Science).
Жиль Брассар участвовал в съёмках документального фильма «Утерянная реальность» (англ. Reality Lost documentary), который рассказывает о том, как сильно влияет квантовая физика на то, как люди понимают мир. Фильм длится 58 минут, режиссёром выступил Карл Жалочовски. Съёмки происходили в 2013 году в Сингапуре, во время проведения мероприятия в Центре Квантовых Технологий под руководством Национального Университета Сингапура. Всего в нём снялись 7 человек, в числе которых были Жиль Брассар и Чарльз Беннет. Имеет свободную форму распространения, доступен на видеохостинге YouTube.
Член научного совета Парижского Междисциплинарного университета с 2006 года.
Член научно-консультативного совета Центра прикладных криптографических исследований, Университет Уотерлу.
Член исполнительного аппарата Научно-исследовательского центра математики Канады с 1998 по 2003 года.
Член совета директоров Association francophone pour le savoir (ACFAS) с 1998 по 2000 года.
Директор Международной ассоциации криптологических исследований с 1997 по 1999 года.
Стал иностранным членом Академии наук Латвии в 1998 году.
Стал иностранным членом Европейской Академии в 2011 году.
Член Международной ассоциации криптологических исследований (2006).
Главный редактор журнала Journal of Cryptology с 1991 по 1998 года; Редактор с 1999 по 2001 года.
Член редколлегии в журнале Communications of the ACM.
Член консультативного совета книги «Справочник по естественной информатике» (англ. Handbook of Natural Computing) под издательством Springer.
Член консультативного совета серии книг по естественной информатике под издательством Springer.

## ПротоколBB84
В начале 1960-х Стивен Визнер и Чарльз Беннет учились в Брандейском университете и много общались друг с другом, что продолжилось и после того, как они покинули этот университет. Уже учась в Колумбийском университете Стивен Визнер рассказал Чарльзу Беннету свои идеи об использовании квантовой механики при производстве банкнот. Эти идеи легли в основу статьи «Conjugate Coding», которую Визнер отправил в IEEE Information Theory Society, но она не была опубликована.
В конце октября 1979 года в Пуэрто-Рико проводился двадцатый ежегодный симпозиум IEEE по основам компьютерных наук, на которой Беннет познакомился с Жилем Брассаром и рассказал последнему о теории Визнера. В результате их совместной работы была опубликована первая статья о квантовой криптографии, представленная на конференции Crypto ’82. В этой статье впервые был предложен термин «квантовая криптография». Так же именно выход этой статьи послужил причиной публикации статьи «Conjugate Coding» Стивена Визнера, который считается родоначальником квантовой криптогорафии).
Изначально предполагалось, что квантовая информация будет содержаться неподвижно в одном месте, но спустя несколько лет Беннет и Брассар поняли, что можно использовать квантовый канал для передачи информации. Эта идея привела к написанию статьи «Квантовая криптография 2: как повторно безопасно использовать одноразовый блокнот, даже если P=NP», но она никогда не была издана. Идея состояла в том, что, получатель мог спокойно декодировать сообщение при отсутствии подслушивания, но любая попытка подслушать сообщение привела бы к потере информации.
В 1983 году Беннет и Брассар поняли насколько проще использовать квантовый канал для передачи сколь угодно длинного случайного ключа. Новая схема была намного более устойчива к потере фотонов. Эта идея была представлена на симпозиуме IEEE по теории информации 1983 года. Идея была принята и удостоилась долгой презентации, а соответствующая аннотация длиной в одну страницу положила начало протоколу квантового распределения ключа BB84.
Вскоре после этого Виджей Баргава, заведующий специальной секцией по кодированию и теории информации на другой IEEE конференции в Бангалоре, Индия в декабре 1984 года, пригласил Жиля Брассара, который прочитал речь по квантовой криптографии. Результатом этой конференции была статья «Quantum cryptography: Public key distribution and coin tossing». Именно эта статья и дала протоколу название «BB84», хотя впервые описан он был в 1983, хоть и не на бумаге.

## Награды и отличия
В общей сложности Жиль Брассар был удостоен более 28 наград.
- Премия по фундаментальной физике (2023)
- BBVA Foundation Frontiers of Knowledge Award (2019)
- Премия Вольфа по физике (2018)
- Офицер Ордена Канады (2013)
- Prix d’excellence, Фонд Исследований Квебека (Fonds québécois de la recherche sur la nature et les technologies[фр.]), 2013 год.
- Создание докторской премии Nserc (Natural Sciences and Engineering Research Council[англ.]) имени Жилья Брассара в сфере междисциплинарных исследований в 2012 году.
- Thomson Reuters Citation Laureate по физике (2012)
- Killam Prize[англ.] в сфере естественных наук при Совете Канады, 2011 год.
- Канадская золотая медаль Герхарда Херцберга по науке и технике, Nserc, 2009 год.
- Заслуженный лектор Международной ассоциации криптологических исследований (2008)
- Personality of the year 2007 в области информационных технологий, Федерация Информационных Технологий Квебека, 2008 год.
- Award of Excellence, Nserc, 2006 год.
- Премия Ранка по оптоэлектронике, Великобритания, 2006 год.
- Старший научный сотрудник Канадского института Перспективных Исследований (Canadian Institute for Advanced Research[англ.]) с 2002.
- Приз Марии-Викторин (высшее научное признание Правительством Квебека), 2000 год.
- Стал членом Killam Research при Совете Канады в 1997 году.
- Ученый года, La Presse, 1995. («Личность года в области науки и техники»).
- Steacie Prize, Национальный научно-исследовательский совет Канады, 1994 год.
- Премия в обучении, Монреальский Университет, 1993 год.
- «Grand D ́ebrouillard», Les D ́ebrouillards (science magazine for children), май 1993 года.
- Prix Urgel-Archambault, Acfas (Association francophone pour le savoir[англ.]), 1992 год.
- E.W.R. Steacie Memorial Fellowship, NSERC, 1992.
- Премия в обучении факультета наук и искусств Монреальского университета, 1991 год.

Доктор Honoris causa: Швейцарский Федеральный институт технологий (англ. Eidgenössische Technische Hochschule), Цюрих, 2010; Оттавский университет, Канада, 2014; Университет Лугано, Швейцария, 2015.

## Книги
- Основы алгоритмов (1996)
- Алгоритмы (1994)
- Достижения в области криптологии (1990)
- Современная криптология (1988)[6]